# سپاه حفاظت مرزی (لهستان)

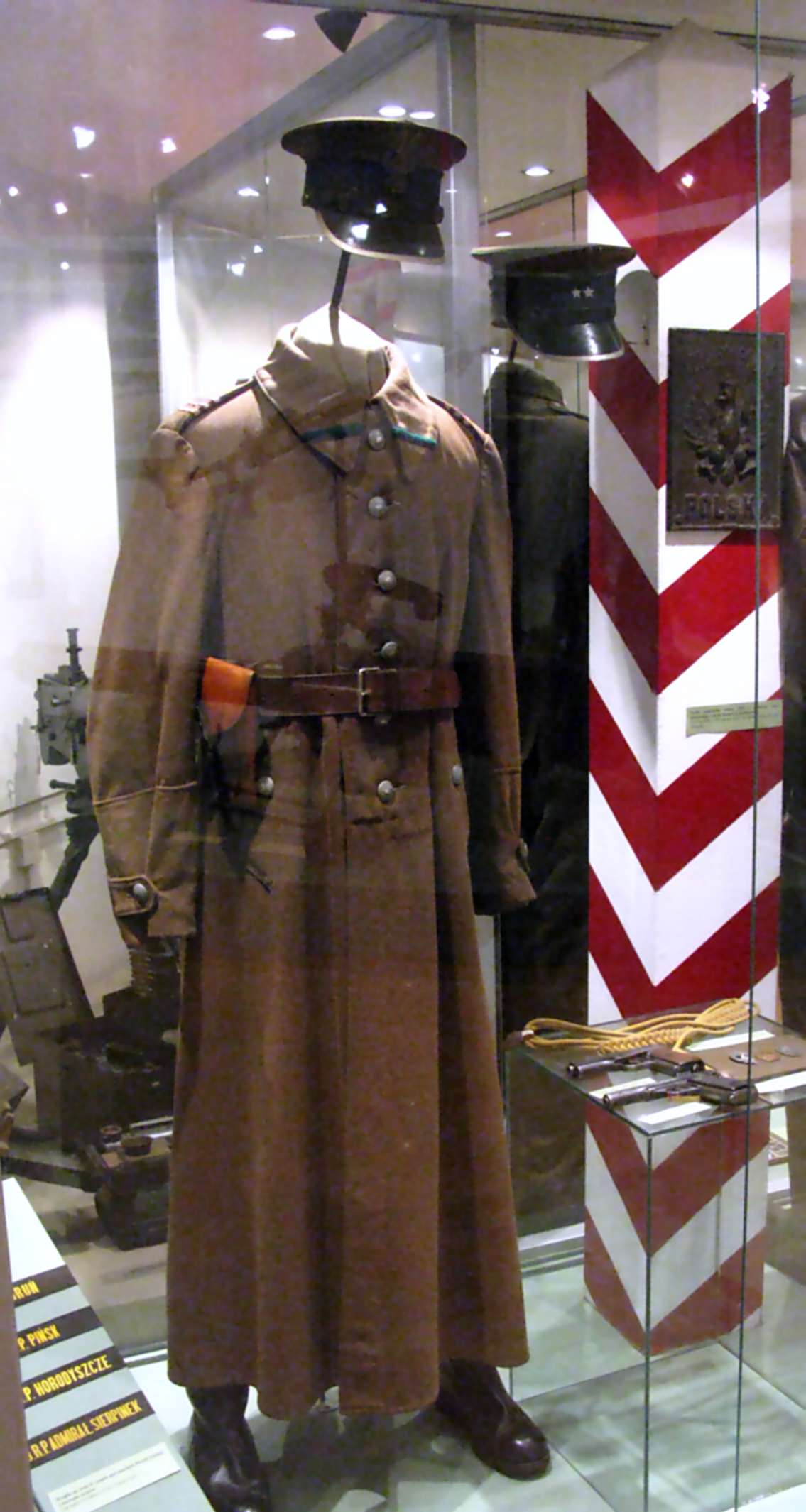
یونیفورم سپاه حفاظفت مرزی در سال ۱۹۳۹

مرزهای لهستان پیش از جنگ جهانی دوم

سپاه حفاظت مرزی (لهستانی: Korpus Ochrony Pogranicza) یک تشکیلات نظامی لهستانی بود که در سال ۱۹۲۴ برای حفاظت مرزهای شرقی لهستان در برابر تعدی‌های نیروهای شوروی و مقابله با راهزنان محلی تشکیل شد. حفاظت از باقی مرزها به عهده مرزبانی لهستان بود.
سپاه محافظت مرزی جزوی از سازمان رزم نیروی زمینی لهستان بود اما به جای وزارت دفاع ملی، مستقیماً از وزارت کشور دستور می‌گرفت. این سپاه متشکل از ۶ تیپ و ۵ هنگ بود که هر یک وظیفه حفاظت ناحیه‌ای خاص را بر عهده داشتند و نهایتاً با سقوط لهستان در سال ۱۹۳۹ این سپاه نیز منحل گشت.

## تشکیل
با پایان جنگ لهستان-شوروی مرزهای شرقی کشور تازه تأسیس لهستان از لتونی در شمال تا پادشاهی رومانی در جنوب امتداد داشت. در این نواحی علی‌رغم انعقاد معاهده صلح با شوروی، هنوز به صورت مداوم خرابکاران کمونیست یا راهزنان محلی با عبور از مرز اقدام به خرابکاری و غارت می‌کردند و نیروهای انتظامی محلی توان لازم برای مقابله با همه آن‌ها را نداشتند. در سال ۱۹۲۴ خرابکاران شوروی با عبور از مرز به شهر سئوپتسی که در ۲۰ کیلومتری قرار داشت حمله کرده و آن را غارت کردند. پس از این واقعه ووادیسواف سیکورسکی که وزیر دفاع وقت لهستان بود درخواست کرد که با توجه به ناتوانی قوای پلیس محلی بهتر است که کنترل و حفاظت از مرزهای شرقی به نیروی زمینی لهستان واگذار گردد.
در یکی از گزارش‌های واقعه آمده بود که ارتش منتظر عکس‌العمل پلیس و پلیس منتظر عکس‌العمل ارتش بود. برای جلوگیری از این سردرگمی در ۸ اوت هیئت وزیران اعلام کرد که نیروهای مخصوصی از پلیس را نظامی کرده تا از مرزهای شرقی مراقبت نمایند. علاوه بر آن مبالغ هنگفتی صرف ساخت استحکامات در شرق شد که میزان آن تا نوامبر همان سال به سه و نیم میلیون زلوتی می‌رسید. در ۱۷ سپتامبر ۱۹۲۴ این واحد جدید به صورت رسمی و با نام سپاه حفاظت مرزی آغاز به کار کرد.
در نوامبر ۱۹۲۴ سه تیپ اولیه در وولین و پولشه مستقر گشتند. دو تیپ بعدی در آوریل ۱۹۲۵ وارد جنوب پولشه و گالیسیا شدند. در مارس ۱۹۲۶ نیز شش تیپ بعدی در مرز با لیتوانی و لتونی قرار گرفتند. سپاه حفاظت مرزی در مجموع دارای ۲۴ گردان پیاده‌نظام و ۲۰ جوخه سواره نظام بود.
سربازان سپاه حفاظت مرزی ترکیبی از شیوه‌های رزم ارتش، مرزبانی و پلیس را در کنار هم یادمی‌گرفتند. عملیات آن‌ها در مرز نیز نه منحصر به گشت‌زنی که شامل شناسایی، کمین و جمع‌آوری اطلاعات بود. تنها در سال اول سپاه حفاظت مرزی ۵۰۰۰ نفر که قصد عبور غیرقانونی از مرز را داشتند دستگیر کرد و در ۸۹ درگیری مسلحانه با راهزنانی که عمدتاً از شوروی وارد خاک لهستان می‌شدند شرکت داشت. سربازان این یگان به دقت مورد بررسی قرار می‌گرفتند تا روحیه و مهارت‌های بالایی داشته باشند. تمامی داوطلبان ورود به سپاه حفاظت مرزی باید پیش‌تر در ارتش خدمت کرده و در آنجا آموزش‌های اولیه را کسب کرده باشند، عمده نیروهای این یگان اهالی استان‌های غربی و از آلمانی‌های ساکن لهستان بودند.

## اصلاحات پیلسودسکی(۳۵–۱۹۲۹)
در ژوئن ۱۹۲۹ سازمان سپاه حفاظت مرزی مورد تغییراتی قرار گرفت. شش هنگ جدید ایجاد گشتند و هنگ‌های پیشین نامشان تغییر کرد. تا پیش از این هر تیپ در قسمتی از مرز لهستان قرار داشت و هنگ‌های آن در استحکامات مختلف آن ناحیه قرار داشتند. در تقسیم‌بندی جدید این هنگ‌ها به گروهان‌های مختلفی تقسیم شدند که هر یک در استحکامات کوچک‌تری قرار داشتند. تمامی نیروهای پشتیبانی شامل واحد مهندسی، توپخانه و سواره نظام نیز در خط دوم دفاع به عنوان نیروهای ذخیره استفاده می‌گشتند.

## نوسازی
در سال ۱۹۳۷ سپاه حفاظت مرزی بار دیگر تجدید سازمان گشت. سه تیپ آن به هنگ تبدیل گشتند و یک هنگ نیز به دو گردان تقسیم شد. در ادامه چند واحد جدید تأسیس گشتند و به سازمان رزم سپاه حفاظت مرزی اضافه شدند. در سال ۱۹۳۷ سپاه حفاظت مرزی شامل سه تیپ و هفت هنگ بود که در مجموع ۳۲ گردان پیاده‌نظام و ۲۱ جوخه سواره‌نظام را تشکیل می‌دادند. با نزدیک شدن جنگ و افزایش بحران در چکسلواکی مرزهای جنوبی لهستان نیز مورد خطر قرار گرفتند. برای مقابله با این تهدیدات در سال ۱۹۳۹ دو هنگ جدید و سه تیپ کوهستانی ایجاد شدند.
در مارس سپاه حفاظت مرزی در حداکثر توان خود قرار داشت اما به زودی تعداد زیادی از واحدها از این سپاه منفصل و برای کمک به مرزهای غربی ارسال گشتند. در ابتدا ۴ هنگ پیاده‌نظام و بیشتر توپخانه به ناحیه ووچ ارسال شدند و مدتی بعد هنگ‌های سواره‌نظام نیز به ایشان پیوستند. در آوریل سه هنگ دیگر به ورشو و در ماه مه یک هنگ به هل گسیل شدند. به جای این نیروهای منفصل شده واحدهای جدید از سربازان بسیج شده در مرزهای شرقی تشکیل گشت که اکثراً بدون تجربه و آموزش کافی و بدون هیچ سلاح سنگینی بودند.
در ۳۰ اوت فرمان رسمی بسیج شدن سپاه حفاظت مرزی صادر گشت و ویلهلم اورلیک روکمان به عنوان فرمانده آن معین گشت. مطابق برنامه‌های لهستان برای جنگ پیش رو سپاه حفاظت مرزی ستون فقرات نیروهای ذخیره لهستان محسوب می‌گشت.

## تهاجم آلمان به لهستان
در جنگ با آلمان نیروهای سپاه حفاظت مرزی در نبردهایی مانند نبرد ونگیرسکا گورکا شرکت داشتند. در ۱۷ سپتامبر و آغاز تهاجم شوروی به لهستان از سمت شرق سپاه حفاظت مرزی تنها ۲۵ هنگ در شرق داشت که به هیچ وجه نمی‌توانستند در مقابل نیروهای شوروی مقاومت کنند. از همین رو فرمانده کل قوای لهستان، ژنرال ادوارد ریدز-اشمیگوی به آن‌ها دستور داد تا بدون درگیری عقب‌نشینی کنند. در این میان اما درگیری‌های کوچکی مانند نبرد شاتسک در ۲۸ سپتامبر و نبرد ویتیچنو در ۱ اکتبر میان طرفین درگرفت.

## فرماندهان
- ارتشبد هنریک مینکویچ
- سرهنگ استانیسواو تسارو از ۸ آوریل ۱۹۲۹
- سرتیپ یان کروشفسکی از ۱۹۳۰
- سرتیپ ویلهلم اورلیک روکمان از ۳۰ اوت ۱۹۳۹